# Estadio George Capwell
El Estadio George Capwell es un estadio de fútbol ubicado en la calle San Martín y avenida Quito, al sur de la ciudad de Guayaquil, Ecuador, donde juega como local el Club Sport Emelec, equipo de la primera división del fútbol ecuatoriano. Fue el primer estadio construido para pertenecer a un club de fútbol en el Ecuador, aunque sus primeros partidos fueron de béisbol. Inaugurado con el nombre de Stadium Capwell, después de su reinauguración de 1991 adoptó el nombre de Nuevo Estadio Capwell. Del 2013 al 2021 adoptó el nombre comercial Arena Banco del Pacífico, debido al mercadeo Naming Right, firmado entre el Club Sport Emelec y dicha institución financiera. Finalizado el contrato del naming right recuperó el nombre de estadio George Capwell.

## Historia
El estadio Capwell que se encuentra ubicado entre cuatro calles: al norte la calle Gral. José A. Gómez, al sur la calle José de San Martín, al este la Avenida Quito y al oeste la calle Juan Pío Montúfar. Fue bautizado con el nombre de George Capwell en honor al presidente de ese entonces, quien además fue el mentor de la construcción del estadio y fundador del club. La idea de él no fue la de un estadio para practicar el fútbol, sino un diamante de béisbol. Sin embargo, ante la popularidad del fútbol entre los empleados de la Empresa y el público guayaquileño en general (y la cercanía del Campeonato Sudamericano 1947), al poco tiempo la cancha fue transformada para la práctica de este deporte, lo que se mantiene hasta estos días.

### Construcción
El proceso de construcción empezó en septiembre de 1940, cuando el Concejo Cantonal de Guayaquil aprueba el alquiler de cuatro manzanas para la construcción del estadio de Emelec. Luego, el 8 de septiembre de 1942 los municipales resuelven la donación de tales manzanas, y el 15 de octubre del mismo año el Congreso de la República aprueba el decreto autorizando a la Municipalidad la donación. Consolidado el dominio sobre los terrenos, el 24 de julio de 1943, se coloca la primera piedra, los trabajos de construcción duraron dos años.

### Inauguración
El Stadium Capwell se inaugura con un partido de béisbol entre Emelec y Oriente, el 21 de octubre de 1945, con una capacidad para unos 11 000 espectadores. Sin embargo, por las razones descritas anteriormente las puertas del estadio se abrieron el 2 de diciembre del mismo año para el primer partido de fútbol, entre Emelec y una selección Manta-Bahía de Caráquez que ganó Emelec 5-4. 
En su diseño original, el estadio tenía una tribuna principal techada y de cemento sobre la calle San Martín, donde también se ubicaban las cabinas de prensa; los otros tres costados del estadio tenían tribunas populares de tablones de madera. Desde ser inaugurado, y como era de esperarse, el estadio tuvo iluminación artificial. También tenía una cancha de básquet (esquina de Pío Montufar y San Martín), un ring de boxeo (debajo de la tribuna San Martín), e incluso se llegó a usar para jornadas hípicas y tauromaquia.
Después vino el primer torneo ganado en el estadio, que fue el título local de 1946 para Emelec. Y un año más tarde, el 30 de noviembre de 1947, el Capwell abrió sus puertas al fútbol internacional, al inaugurarse el Sudamericano de Fútbol y jugarse exclusivamente en dicho estadio. El viejo estadio fue testigo de miles de historias del fútbol guayaquileño. Sin embargo, con la inauguración del Estadio Modelo el 24 de julio de 1959, el Capwell comenzó a caer en el desuso y el descuido.
El 26 de octubre de 1967, el municipio de Guayaquil, precedido por Assad Bucaram, intentó expropiar los terrenos del Capwell correspondiente a la tribuna oeste, lo que afectaba a la totalidad de los graderíos de aquella tribuna, la cancha de básquet y el área de boxeo, finalmemte varios dirigente deportivos del Club Sport Patria, ASO Guayas y Barcelona Sporting Club; y periodista deportivos de El Telégrafo, El Comercio y La Razón impidieron tal empresa, sin embargo los terrenos del estadio fueron recortados, 3 metros hacia atrás,  hasta las bases de los pilares de la tribuna. Ya anteriormente durante la construcción de la av. Quito se había realizado la expropiación de la tribuna norte.

### A punto de la desaparición
El progresivo abandono con el paso de los años hizo que el Capwell se vaya deteriorando: sus paredes, el cemento, el hierro se fueron desplomando poco a poco. En 1978, se tenía planificado vender el estadio a una firma constructora por más de S/. 37 000 000, y así poder financiar un complejo deportivo, que iba a contar con canchas de tenis, béisbol, handbol, una piscina olímpica y demás lugares de recreaciones deportivas.
En 1982, bajo la presidencia interina de Ernesto Falcón, el Capwell estuvo a punto de ser vendido al Banco Central, y con el dinero de la venta se pensaba instalar un centro comercial. Todo estaba listo para que el Capwell desapareciera, pero debido a la presión de la gente, dirigentes y periodistas esta venta no se realizó.

### Remodelación y ampliación
Finalmente es el dirigente Nassib Neme quien se encarga de recuperar el viejo estadio Capwell. En 1989, junto los arquitectos Ricardo Mórtola y Luis Valero, pone en marcha el proyecto de la remodelación de la estructura.

#### Reinauguración del Nuevo Estadio Capwell en 1991
La remodelación consistió en un edificio con 200 suites (2144 asientos), 840 palcos y una tribuna para 4095 espectadores en la calle General Gómez; dos generales para 5000 espectadores cada una en las calles Pío Montúfar y Av. Quito; y la recuperación de la vieja tribuna de la calle San Martín para 4.515 espectadores. También se realizó la construcción total del campo de juego con sistema de drenaje, la iluminación, riego y equipamiento general. Se realizó una Reinauguración del estadio George Capwell, en la primera fase el 26 de mayo de 1991 Emelec venció 2-1 a Universitario de Perú y Santos de Brasil ganó 1-0 a Independiente de Avellaneda de Argentina, en la final el 31 de mayo Emelec ganó 1-0 a Santos.

#### Ampliación 1999-2015

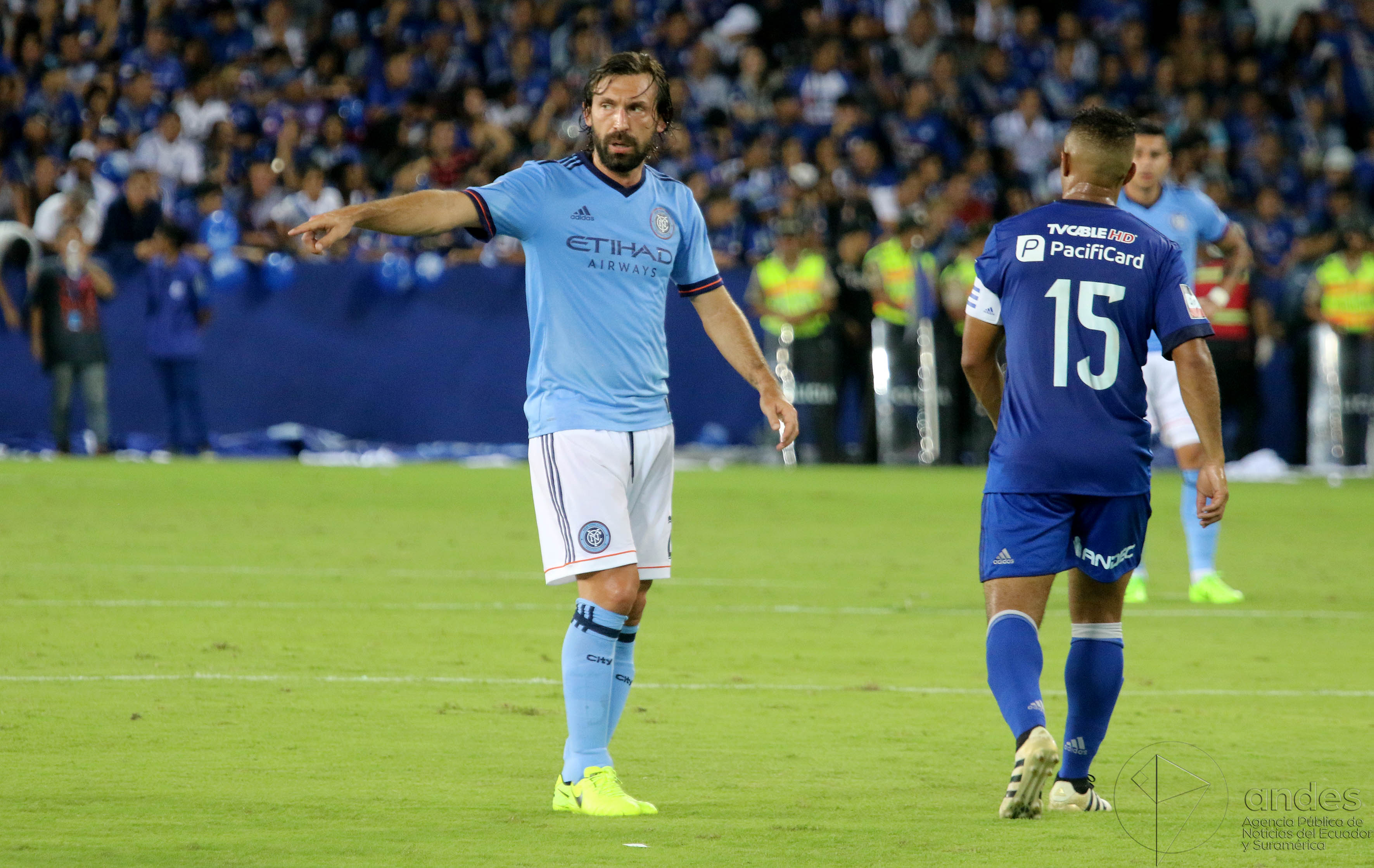
Emelec enfrentando al New York City en la reinauguración del estadio Capwell en 2017

Luego de una serie de inconvenientes se realizó otra ampliación al Estadio Capwell. El 2 de abril de 1999 se terminan las obras que consistieron en hacer una nueva bandeja que reemplazaba a la general de Pío Montúfar, con el incremento de 2500 preferencias, 34 suites (306 asientos) y 1525 palcos, pero resultando en una disminución de la capacidad total.
En el año 2006 se realizó otra ampliación, inaugurando la nueva general de la Av. Quito, con capacidad para 8094 personas; varios meses después se colocó una cubierta sobre la localidad; con aquella estructura La caldera fue el primer estadio con el 100% de las localidades techadas.  
El 27 de enero de 2008 se inauguran en el estadio vallas electrónicas, siendo el primer estadio de Ecuador en tenerlas. Y el 22 de junio de 2008 se instala una marcador electrónico gigante en el estadio. 

#### Reinauguración del Estadio George Capwell de 2017
El 28 de enero del 2015, luego de ganar 2-0 al Universitario de Deportes de Perú en la Explosión Azul, inicia la demolición de la Tribuna de la calle San Martín. Esto se hará montando y construyendo una nueva edificación de dos plateas, 3 niveles de suites, y agregando torres en todas las esquinas del estadio y nuevas fachadas; contando con una capacidad de 20 000 espectadores, es decir teniendo el estadio una capacidad final de 40 000 espectadores. El 8 de febrero del año 2017 finalmente se re-inauguró el estadio con el naming right Estadio Arena Banco del Pacífico Capwell. La ceremonia incluyó show de juegos pirotécnicos, un espectáculo de mapping y el partido amistoso frente al New York City Football Club, el resultado final de este encuentro fue 2-2 y estuvieron presentes las estrellas David Villa y Andrea Pirlo.

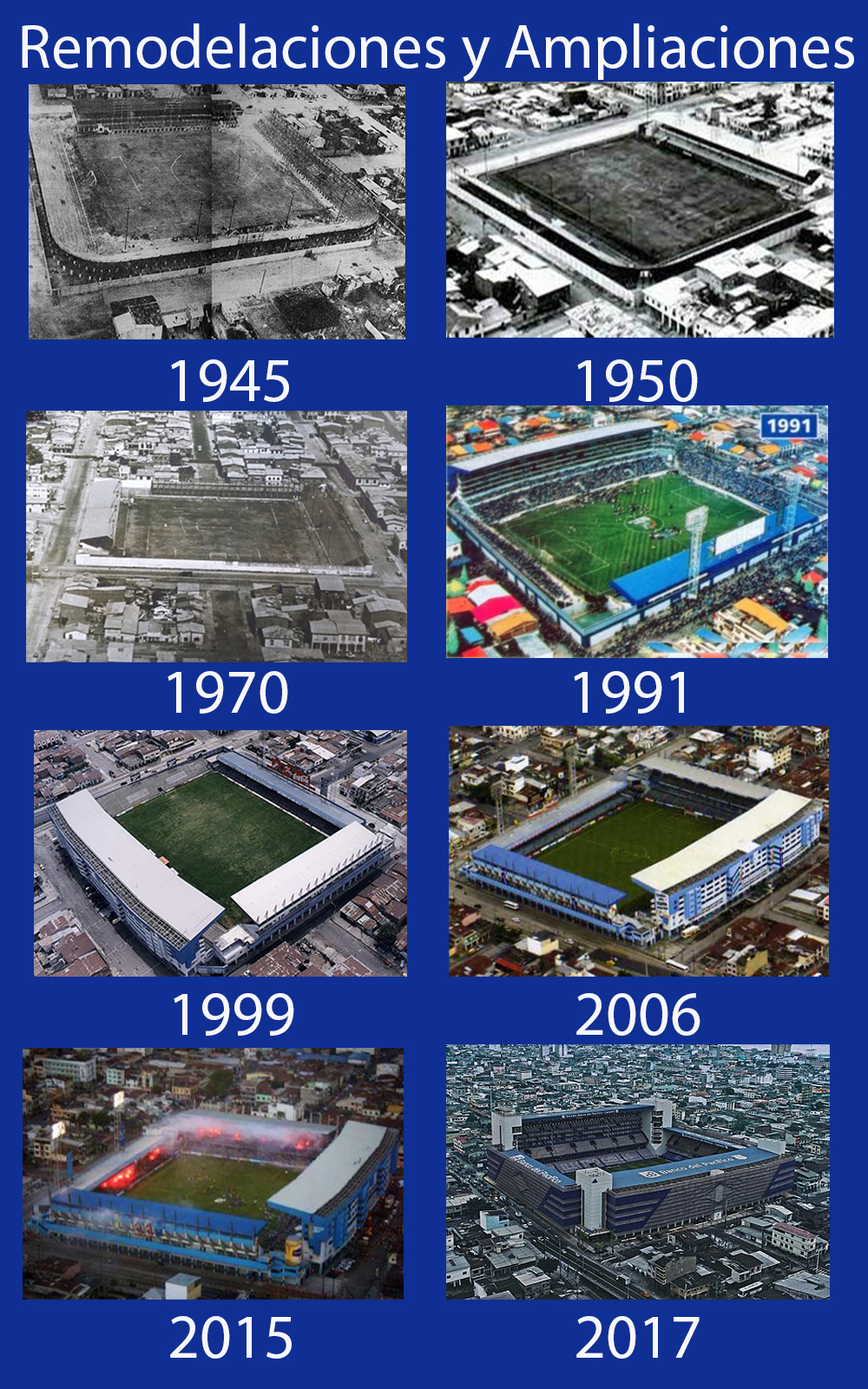
Ampliaciones y remodelaciones del estadio Capwell a través de los años

## Aforo
| Fecha                     | Capacidad | Remodelación              | Especificaciones |
| ------------------------- | --------- | ------------------------- | --- |
| 21 de noviembre de 1945   | 11 000    | Inauguración del estadio  | Tribuna techada, iluminación artificial |
| 26 de mayo de 1991        | 21 594    | Reinauguración            | 200 suites, 840 palcos y una tribuna cubierta para 4095 espectadores en la calle General Gómez; reconstrucción de la tribuna de la calle San Martín para 4.515 espectadores (cubierto). Dos generales para 5000 espectadores cada una en las calles Pío Montúfar y Av. Quito. |
| 2 de abril de 1999        | 20 925    | Ampliación y remodelación | 2500 preferencias, 34 suites (306 asientos) y 1525 palcos (cubiertos) |
| 23 de abril de 2006       | 24 019    | Ampliación y remodelación | Dos bandejas de tribunas, bandeja alta y bandeja baja (cubiertas) |
| 8 de febrero del año 2017 | 36 053    | Reinauguración            | Dos plateas, 3 niveles de suites, y agregando torres en las cuatro esquinas.(cubiertas) |

Desde el año 2013 el estadio Capwell con una capacidad de 40000 hinchas, es el más taquillero de los estadios de futbol en Ecuador.

## Nombre del estadio
La junta de socios para la fundación del club fue el 28 de abril de 1929. Inscribió a Emelec en la Serie C en junio del mismo año. En 1940 se decide construir el estadio de fútbol que llevaría el nombre del fundador del club deportivo.
George Capwell, nacido en Estados Unidos, llegó a Ecuador en 1926 para ser Superintendente de la Empresa Eléctrica del Ecuador. Al ver que el deporte despertaba interés entre los empleados de dicha empresa, decidió crear un club deportivo, bajo el nombre que represente a la empresa: EMELEC.

## Arquitectura
El nuevo estadio Capwell fue diseñado por los arquitectos Ricardo Mórtola Di Puglia y Luis Valero Brando. En la remodelación de 2017 el arquitecto encargado del rediseño fue Oxmer Lavayen, quien mantuvo el diseño original con ciertos reajustes, El estadio cuenta con una fachada flotante con iluminación LED, cuatro torres en cada esquina que sirven para interconectar las diferentes localidades. Es el primer estadio del Ecuador en cumplir con los estándares FIFA. En el 2017 fue catalogado como el cuarto estadio más bello del mundo.

### Techo
En la tribuna de la General Gómez se mantiene la estructura metálica del techo, pero se cambió la antigua cubierta que tenía 25 años. En el resto de localidades se construyó estructuras de aluminio y se colocaron techos nuevos. 

### Vestuarios
Cuenta con dos camerino de 400m2 ubicados en la parte inferior de la tribuna San Martin, En los camerinos de Emelec cada jugador cuenta con un armario que tiene su nombre señalado, el camerino de Emelec cuenta además con un área de hidromasajes con dos jacuzzis. 

### Tribunas
La superficie sobre la que se levanta el estadio es de 19 681m2 y toda su infraestructura remodelada da un total de 46 457m2 de construcción. En la localidad de la General Gómez existen dos ascensores para embarazadas y discapacitados. En la tribuna San Martín se construyó un nuevo edificio con dos niveles, uno de suites y otro para la prensa. En cada una de las torres hay un ascensor, uno de uso exclusivo para la prensa. Las suites del estado de Emelec fueron compradas en Españas y son del mismo tipo que se usan en los estadios de FCB y Real Madrid.

### El campo de juego
El campo de juego se retrocedió 2 metros y medio hacia atrás para mejorar la óptica del aficionado, la cancha mide 78 metro de ancho por 105 metros de largo y posee sistema automatizado de riego y drenaje. Utiliza césped natural del tipo Bermuda Glass. El antiguo césped removido en el 2015 fue vendido en 30 000 pedazos a hinchas del club como recuerdo. 
La iluminación de la cancha es de categoría 4 (3 500 luces en vertical y 2 500 en  horizontal). Fue el primer estadio del Ecuador en cumplir con el estándar FIFA de iluminación y utiliza el sistema que la empresa Philips ofrece en el Stamford Bridge.   
Se dejó de utilizar las mallas y las bancas de suplentes estas al costado de la cancha del lado de la calle San Martín.

### Pantallas gigantes
Como parte del paquete de renovación de su infraestructura el estadio posee dos pantallas gigantes de ultra alta definición. 

## Eventos importantes

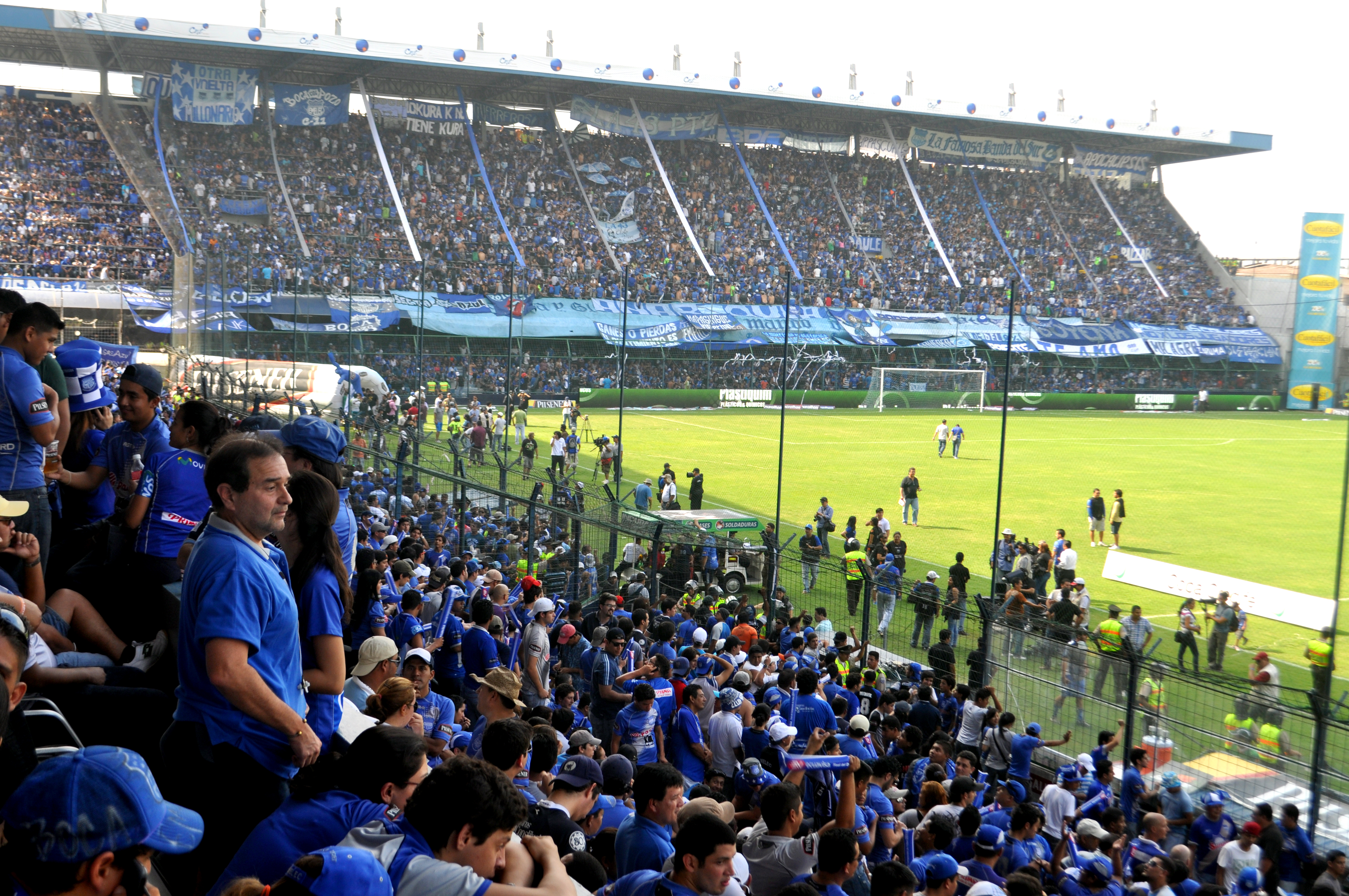
Encuentro entre Barcelona SC vs CS Emelec en el denominado Clásico del Astillero.

A nivel de clubes, este estadio destaca por haber sido el primer estadio construido para pertenecer a un club de fútbol en el Ecuador. En 1957, fue donde se definió el primer campeonato nacional.
En cuanto a selecciones también es un estadio histórico, ya que en 1947 se jugó en él exclusivamente el primer torneo sudamericano en Ecuador, en el que Argentina fue campeón.
Fue el estadio donde Alfredo Di Stéfano debutó oficialmente con la Selección de Argentina, en el mencionado Campeonato Sudamericano 1947, Di Stéfano regresó al Capwell en 1991, ya que fue invitado junto a Néstor Rossi y otros famosos futbolistas internacionalmente, a la Reinauguración del estadio George Capwell. Di Stéfano en una entrevista manifestó su sentimiento especial para Guayaquil y el estadio Capwell.
Fue sede de los campeonatos Sudamericano 1947 y Copa América 1993, en donde la selección de argentina se coronó campeón, la primera ocasión visitaron figuras de aquella época como Adolfo Pedernera, Néstor Rossi, Norberto Méndez, Julio Cozzi, entre otros, mientras que en la segunda ocasión "cracks" como Gabriel Omar Batistuta, Sergio Goycochea, Diego Simeone y Abel Balbo. 
Con sus clubes jugaron en el Capwell jugadores como Walter Gómez, Félix Loustau, Ángel Labruna, Ronaldinho, Kaká entre otros.

### Primer partido
| 2 de diciembre de 1945, 17:00 | Emelec | 5:4 | Selección de Manta-Bahía de Caráquez | Estadio George Capwell, Guayaquil |  |
|                               |        |     |                                      | Asistencia: 11.000 espectadores   |  |

### Campeonato Sudamericano 1947
Fue la primera vez que Ecuador organizó un torneo internación, la copa Sudamericana que posteriormente se llamaría Copa América, el evento contó con la participación de 8 equipos. De los 10 actuales miembros de la Conmebol se ausentaron Brasil (decidió no participar) y Venezuela (todavía no era miembro del ente sudamericano). El torneo consagró campeón a la Argentina por tercera vez consecutiva.

### Copa América Ecuador 1993
| 17 de junio de 1993 | Argentina     | 1:0 (0:0) | Bolivia |                                                                             |                                                                             |
|                     | Batistuta 53' |           |         | Asistencia: 16.000 espectadores Árbitro(s): Arturo Angeles (Estados Unidos) | Asistencia: 16.000 espectadores Árbitro(s): Arturo Angeles (Estados Unidos) |

| 22 de junio de 1993 | México     | 1:1 (1:0) | Argentina   |                                                                                      |                                                                                      |
|                     | Patiño 14' |           | Ruggeri 53' | Asistencia: 16.000 espectadores Árbitro(s): Juan Francisco Escobar Valdez (Paraguay) | Asistencia: 16.000 espectadores Árbitro(s): Juan Francisco Escobar Valdez (Paraguay) |

## Servicios para espectadores
Los espectadores eléctricos tendrán acceso a los siguientes servicios adicionales:
Ascensores para discapacitados y embarazadas. 
Restaurante Blu tipo Rooftop en la terraza de una de las torres.
El tour "Experiencia Capwell" en el cual se puede conocer a fondo el interior del estadio. 
Local infantil Bombillo park 
Casa Adidas con temática emelecista. 
Locales de comida rápida y Juegos de azar. 

## Ubicación y acceso
El Estadio George Capwell se encuentra ubicado en la avenida Quito y calle San Martín, al sur de la ciudad de Guayaquil. Ocupa la manzana delimitada por las calles General Gómez y Pío Montufar.
Se puede acceder al Estadio Capwell en transporte público, mediante Metrovía.  
La Troncal 2 de la Metrovía (25 de Julio - Río Daule), paradas Estadio Capwell Oeste (N-S) y Estadio Capwell Este (S-N) 